# Рогаллах мак Уатах

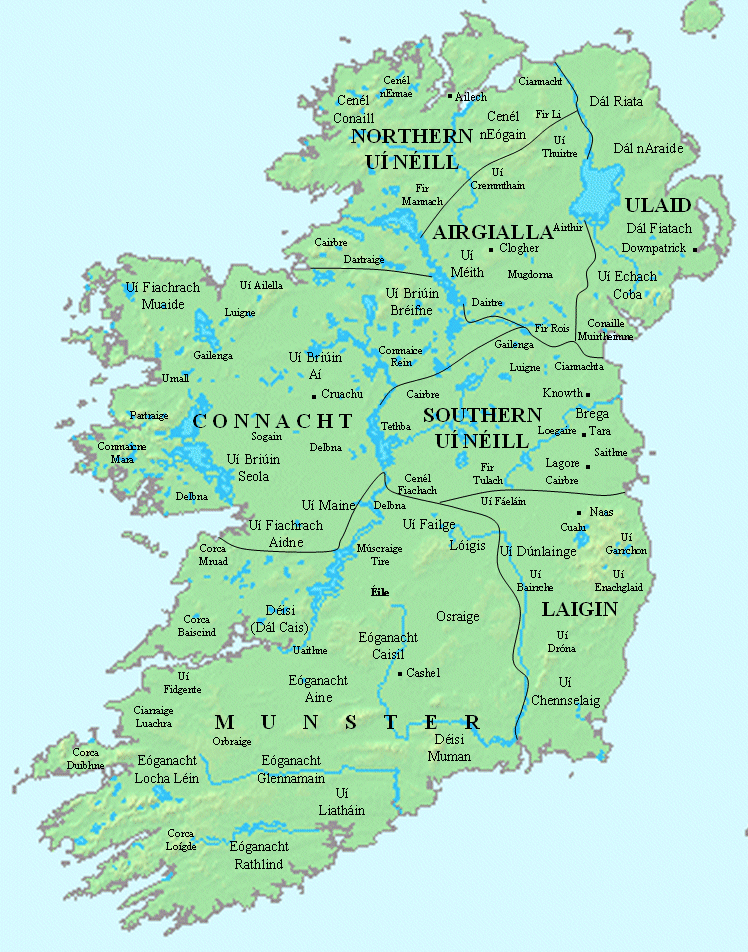
Ирландия в Раннее Средневековье

Рогаллах мак Уатах (Рагаллах мак Уатах; др.‑ирл. Rogallach mac Uatach; убит в 649) — король Коннахта (622—649) из рода Уи Бриуйн.

## Биография
Рогаллах был сыном Уату мак Аэдо. Согласно средневековым генеалогиям, он принадлежал к Уи Бриуйн Ай, одной из ветвей рода Уи Бриуйн.
Король Уату мак Аэдо скончался в 601 или 602 году. Согласно различным историческим источникам, после него коннахтским престолом владели представители рода Уи Фиахрах: Маэл Котайд мак Маэл Умай и Колман мак Кобтайг. Последний из них погиб в 622 году, сражаясь с Рогаллахом мак Уатахом в битве при Кенн Буге (современном Камбо в графстве Роскоммон). После этой победы Рогаллах сам овладел властью над Коннахтом. В «Лейнстерской книге» ошибочно сообщается, что он правил двадцать пять лет, а в трактате «Laud Synchronisms» — что только двенадцать.
В средневековых списках правителей Коннахта утверждается, что и отец, и дед Рогаллаха мак Уатаха были правителями этого королевства. Однако отсутствие достаточного числа достоверных источников позволило историку Ф. Д. Бирну сделать предположение о том, что Рогаллах был первым исторически достоверным королём Коннахта из рода Уи Бриуйн.
В ирландских анналах правление Рогаллаха мак Уатаха освещается очень скупо. Среди их известий о коннахтских событиях этого времени — сообщения о сражении при Карн Ферадайге (современном Каэрнарри) в 627 году, в котором Гуайре Айдне, сын Колмана мак Кобтайга, и его союзник, король Уи Мане Коналл мак Маэл Дуйб, были разбиты мунстерским правителем Файльбе Фланном. По мнению современных историков, это поражение Гуайре Айдне из рода Уи Фиахрах позволило Рогаллаху беспрепятственно править Коннахтом вплоть до своей смерти и, таким образом, заложить основы будущего процветания рода Уи Бриуйн.
В ирландских преданиях, сохранившихся в составе «Истории Ирландии» автора XVII века Дж. Китинга, Рогаллах мак Уатах представлен как человек порочных нравов, ради собственной выгоды готовый убить даже своих ближайших родичей. Однако, вероятно, эти свидетельства являются плодами литературных трудов средневековых авторов, основывавших свои рассказы на малодостоверных источниках. Предполагается, что эти предания распространялись с целью очернить представителей знатной ирландской семьи О’Коннор (или Уи Конхобайр), предком которых был король Рогаллах.
Согласно одному из таких преданий, Рогаллах захватил власть над Коннахтом, убив своего старшего брата. Опасаясь, что его племянник также сможет претендовать на коннахтский престол, Рогаллах мак Уатах обманом завлёк того в свой дворец и там повелел убить.
По другому рассказу, получив от друида пророчество о том, что он погибнет от рук своего собственного ребёнка, Рогаллах мак Уатах повелел своей супруге Муренн убить их новорождённую дочь. Та для этого передала девочку свинопасу, но тот пожелал ребёнка и передал дитя на воспитание одной благочестивой женщине. Годы спустя Рогаллах увидел девушку и, прельстившись её красотой, привёз её к себе во дворец. Не зная, что это его дочь, он стал с ней жить в кровосмесительной связи. Опасаясь за свою жизнь, Муренн бежала ко двору верховного короля Ирландии Диармайта мак Аэдо Слане. В защиту коннахтской королевы выступили и представители ирландского духовенства во главе со святым Фехином. Однако даже они не смогли отвратить Рогаллаха от порочной жизни. За это святой проклял короля и предсказал его скорую смерть.
Это же предание гласит, что на охоте Рогаллах мак Уатах ранил копьём оленя. В одиночку преследуя животное, король увидел нескольких добывавших торф рабов, которые нашли павшего оленя и уже освежевали его. Рабы отказались выполнить приказ Рогаллаха отдать ему его трофей. Когда же между ними и королём началась ссора, они напали на коннахтского короля и убили его своими заступами. Сообщается также, что Муренн умерла вскоре после своего супруга, снедаемая ревностью к собственной дочери. В «Анналах Тигернаха» гибель Рогаллаха датирована 649 годом. В этом источнике называется имя убийцы короля — Маэл Бригте мак Мотлахан из рода Корко Куллу, входившего в подвластный Уи Бриуйн септ Киаррайге. Здесь упоминается, что супруга короля Муренн сильно горевала по погибшему супругу, и что Катал, сын Рогаллаха, позднее жестоко отомстил убийцам своего отца. В одном из стихотворений, написанном от лица Муренн, упоминается, что Рогаллах был похоронен в христианской базилике в селении Баслик (современный Баслекк).
Возможно, почти полное отсутствие упоминаний Рогаллаха мак Уатаха в анналах может свидетельствовать о его незначительном влиянии на события в Коннахте своего времени. Преемником Рогаллаха был Лоингсех мак Колмайн из рода Уи Фиахрах, которому удалось овладеть коннахтским престолом в борьбе с сыновьями погибшего монарха и их союзником, королём Бреги Диармайтом мак Аэдо Слане.
Рогаллах мак Уату был же женат на Муренн из рода Кенел Кайрпри. Его сыновьями были Фергус (убит в 654 году), родоначальник главной линии Уи Бриуйн Ай, Катал (скончался в 680 году) и Келлах (скончался в 705 году). Из них только последний владел престолом Коннахта.